# Cupa Regelui
King Cup (uneori scrisă Cupa Regelui),  cunoscută oficial ca fiind Custodele Cupei celor două Sfinte Moschei (arabă كأس خادم الحرمين الشريفين), este competiția de cupe eliminatorii de fotbal din Arabia Saudită, condusă de Federația Arabă Saudită de Fotbal .
Cupa a fost creată în 1957 și s-a jucat până în 1990. A fost relansată din nou în 2007 ca fiind Cupa Regelui a Campionilor și a fost jucată doar de primele 6 clasate ale Ligii Profesioniste plus câștigătorii Cupei Prințului Moștenitor și Cupei Federației . Din 2014, a fost redenumită Cupa Regelui, iar competiția a revenit la rădăcini prin implementarea vechiului format. La turneu au participat 153 de cluburi. 
1. ↑  „Official SAFF site in English”. Arhivat din original la 18 septembrie 2021. Accesat în 13 mai 2023.
2. ↑  „بيان: موافقة على تغيير نظامي كأس الملك وولي العهد”. TheSAFF.com.sa. 18 septembrie 2013. Arhivat din original la 6 martie 2016. Accesat în 17 mai 2015.